# Trecate (stacja kolejowa)
Trecate (wł. Stazione di Trecate) – stacja kolejowa w Trecate, w prowincji Novara, w regionie Piemont, we Włoszech. Znajduje się na linii Turyn – Mediolan.
Według klasyfikacji RFI stacja ma kategorię srebrną.

## Historia
Dworzec kolejowy został uruchomiony w 1854 roku wraz z otwarciem stacji w pobliskim mieście Novara, na linii Novara-Mediolan. Odcinek ten znajdował się w austriackiej części Piemontu.

## Linie kolejowe
- Turyn – Mediolan

## Ruch pociągów
Stacja Trecate jest obsługiwana przez podmiejską linię S6 (Novara-Treviglio) kolei aglomeracyjnej w Mediolanie, przewoźnika Trenord z taktem półgodzinnym.